# 败瓜一
败瓜一（ε Del / ε Delphini）是海豚座的一颗蓝-白巨星，距地球约358光年，俗名Deneb Dulfim（有时写作Deneb 或Al Dhanab al Dulfim），来自阿拉伯语ذنب الدلفين ，意为“海豚之尾”。该恒星是一颗不明显的变星，有时星等可达3.95。